# John Dalrymple (13. hrabia Stair)
John Aymer Dalrymple, 13. earl Stair (ur. 9 października 1906 w Londynie, zm. 26 lutego 1996 w Inch) – brytyjski bobsleista, uczestnik igrzysk Olimpijskich.
Dalrymple reprezentował Wielką Brytanię na II Zimowych Igrzyskach Olimpijskich w Sankt Moritz w 1928 roku. Wystartował tam w konkurencji męskich czwórek/piątek. Był członkiem załogi GREAT BRITAIN II, w skład której wchodzili także kapitan Henry Martineau, Walter Birch, John Gee i Edward Hall. W pierwszym ze ślizgów druga z brytyjskich ekip zajęła szóste miejsce z czasie 1:41,7. Drugi ślizg poszedł jej gorzej – z czasem 1:44,5 zajęła dziesiąte miejsce. W klasyfikacji końcowej załoga zajęła dziewiąte miejsce z łącznym czasem 3:26,2.